# لوپرازولام
لوپرازولام (انگلیسی: Loprazolam) یک داروی بنزودیازپین است که دارای خواص ضد اضطراب، ضد تشنج، خواب آور، آرام بخش و شل کننده عضلات اسکلتی است. این دارو برای درمان کوتاه مدت بی خوابی متوسط شدید مجوز و به بازار عرضه شده است.

## کاربرد پزشکی
لوپرازولام یک بنزودیازپین کوتاه اثر است و گاهی در بیمارانی که در حفظ خواب مشکل دارند یا در به خواب رفتن مشکل دارند استفاده می شود. داروهای خواب آور فقط باید به صورت کوتاه مدت یا در کسانی که بی خوابی مزمن دارند به صورت گاه به گاه استفاده شوند.
بیماران و پزشکان تجویز کننده باید به خاطر داشته باشند که دوزهای بالاتر لوپرازولام ممکن است عملکرد حافظه طولانی مدت را مختل کند.

## عوارض جانبی
عوارض جانبی لوپرازولام به طور کلی مانند سایر بنزودیازپین ها مانند دیازپام است. مهمترین تفاوت در عوارض جانبی لوپرازولام و دیازپام این است که کمتر مستعد آرامبخشی روزانه است زیرا نیمه عمر لوپرازولام متوسط در نظر گرفته می شود در حالی که دیازپام نیمه عمر بسیار طولانی دارد. عوارض جانبی لوپرازولام به شرح زیر است:
- خواب آلودگی
- افزایش متناقض پرخاشگری
- سبکی سر
- گیجی
- ضعف عضلانی
- آتاکسی (به ویژه در افراد مسن)
- فراموشی
- سردرد
- سرگیجه
- افت فشار خون
- ترشح بزاق تغییر می کند
- اختلالات گوارشی
- اختلالات بینایی
- دیزآرتری
- لرزش
- تغییرات در میل جنسی
- بی اختیاری
- احتباس ادرار
- اختلالات خونی و زردی
- واکنش های پوستی
- واکنش های وابستگی و ترک

اثرات «خماری» باقیمانده پس از مصرف شبانه لوپرازولام مانند خواب‌آلودگی، اختلال در عملکردهای روانی حرکتی و شناختی ممکن است تا روز بعد باقی بماند که ممکن است خطر افتادن و شکستگی لگن را افزایش دهد.

## فارماکولوژی
لوپرازولام یک بنزودیازپین است که از طریق تعدیل مثبت کمپلکس گیرنده گاباA از طریق اتصال به گیرنده بنزودیازپین که در زیر واحد آلفا حاوی گیرنده های گاباA قرار دارد، عمل می کند. این عمل با افزایش فرکانس باز شدن کانال یونی کلرید، اثر انتقال دهنده عصبی گابا بر روی مجموعه گیرنده گاباA را افزایش می دهد. این عمل اجازه می دهد تا یون های کلرید بیشتری وارد نورون شوند که به نوبه خود اثراتی مانند: آرامش عضلانی، ضد اضطراب، خواب آور، فراموشی و ضد تشنج است. این خواص را می توان برای مزایای درمانی در عمل بالینی مورد استفاده قرار داد. این خواص همچنین گاهی برای اهداف تفریحی به شکل سوء مصرف داروی بنزودیازپین ها استفاده می شود که در آن از دوزهای بالا برای رسیدن به مسمومیت و یا آرام بخش استفاده می شود.